# Каналювання
Каналювання — явище аномального проникнення швидких частинок у кристал при опроміненні внаслідок руху між кристалічними площинами або осями.
Каналювання можна використовувати для зміни напрямку руху потоку частинок, якщо пропустити їх через зігнутий кристал.
Рухаючись в кристалі, швидка заряджена частинка, наприклад, електрон, розсіюється на атомах. Для тих частинок, напрямок руху яких близький до кристалічної площини, таке розсіювання призводить до фокусування, при якому частинки рухаються в проміжку між кристалічними площинами. При цьому розсіювання частинок на атомах зменшується і вони можуть проникнути в кристал на віддаль в кілька разів більшу, ніж довжина пробігу. Рух у проміжку між атомними площинами припиняється при розсіюванні на великий кут. Такий процес називають деканалюванням.